# تاجر السعادة (مسلسل)
تاجر السعادة، مسلسل تلفزيوني درامي مصري، عرض في رمضان 2009م، ومن إخراج شيرين عادل وتأليف عاطف بشاى وبطولة خالد صالح وداليا مصطفى.

## قصة المسلسل
تدور أحداث المسلسل في إطار كوميدى من خلال شخصية «مصباح» بائع الخواتم الكفيف الذي لم يكمل دراسته الأزهرية ورغم فقده البصر الا أنه لم يفقد البصيرة في التعامل مع الآخرين ويزعم أنه صاحب «كرامات» فيلتف حوله أهل المنطقة التي يعيش بها وبالطبع هو يبيع لهم الوهم.

## الممثلون
- خالد صالح
- داليا مصطفى
- هالة فاخر
- خالد محمود
- عبير مكاوى
- صبري عبد المنعم
- سعيد طرابيك
- محمد أبو داوود
- فادية عبد الغني
- أحمد صيام
- نيرة عارف
- علاء زينهم
- أشرف مصيلحي
- سيد الرومى
- يسري مصطفى
- أحمد مصطفى
- مروة عبد المنعم
- إيهاب فهمي
- محسن منصور
- عيد أبو الحمد
- عبدالحميد سند
- أحمد الطماني
- بهجت عدلي
- غادة فلفل
- حسام شعبان
- جمال يوسف
- دينا أبو السعود
- مجدي شكري
- حمدي عباس
- صبحي خليل
- محمود جليفون
- إحسان الترك
- جمال فرج